# Pont international Fort Frances-International Falls
 (janvier 2022).
Si vous disposez d'ouvrages ou d'articles de référence ou si vous connaissez des sites web de qualité traitant du thème abordé ici, merci de compléter l'article en donnant les références utiles à sa vérifiabilité et en les liant à la section « Notes et références ».
Le Pont international Fort Frances-International Falls est un ouvrage d'art qui relie le Canada et les États-Unis.
Ce pont enjambe la rivière à la Pluie, qui coule à la limite des deux pays, et permet de relier les villes de Fort Frances située dans la province de l'Ontario au Canada à la ville de International Falls située dans l'État du Minnesota aux États-Unis.

## Histoire
La construction du pont a débuté en 1958. Le pont fut officiellement ouvert en 1965.
Le pont supporte à la fois une route et des voies de chemin de fer. Au sud se trouve le chemin de fer Canadien du Nord, construit en 1902. Le pont routier est relevé pour permettre l'accès pour le trafic de bateaux.
Le pont fut construit par deux sociétés américano-canadiennes de l'industrie papetière, les sociétés Boise Cascade et Abitibi-Consolidated.
Un barrage, construit en 1905, se situe immédiatement à l'ouest du pont. Le lac artificiel situé à l'est du barrage dissimule les rapides pour lesquels "International Falls" fut nommé.
Ce pont international permet de mettre en contact la Route transcanadienne au réseau routier et autoroutier des États-Unis.